# Яковлев, Михаил Егорович
Михаил Егорович Яковлев (25 марта 1952, д. Листовка, Чишминский район, Башкирская АССР, РСФСР, СССР - 24 марта 2023) — российский спортсмен, бронзовый призёр Паралимпийских игр по дзюдо (1992), заслуженный мастер спорта России (2003).

## Биография
Яковлев Михаил Егорович родился 25 марта 1952 в деревне Листовка Чишминского района Башкирской АССР в многодетной семье.
С юности отличался силой характера и стремлением к самореализации, несмотря на серьёзные проблемы со зрением.
Заниматься спортом начал в добровольном спортивном обществе «Буревестник», где освоил азы греко-римской борьбы. Его первыми наставниками были тренеры А.С. Ложкин и В.Р. Лоскутов. Позже Яковлев переключился на дзюдо для спортсменов с нарушением зрения — и достиг в этом виде спорта международного уровня.
С 1992 по 2004 год Михаил Егорович представлял спортивно-реабилитационный центр инвалидов по зрению «Луч» (г. Уфа), где тренировался под руководством В.А. Пегова и С.А. Тарасова. Этот этап стал наиболее плодотворным в его карьере: Яковлев неоднократно поднимался на пьедесталы крупнейших международных соревнований.
Михаил Яковлев один из пионеров паралимпийского движения в Башкортостане, внесший весомый вклад в развитие адаптивного спорта в регионе, скончался 24 марта 2023 года — за день до своего 71-летия.

## Достижения и звания
Заслуженный мастер спорта России (2003).
Выдающийся спортсмен Республики Башкортостан (2001).
Дзюдо (спорт слепых)
- Бронзовый призёр Паралимпийских игр в Барселоне (1992)[2].
- Обладатель Кубка мира (2001).
- Чемпион Европы (1991, 2001).
- Чемпион РСФСР (1987–1991).
- Чемпион России (1992–2003).
- Серебряный призёр Всемирных игр инвалидов (1990).
- Серебряный призёр чемпионата мира (1995).
- Серебряный призёр Кубка Европы (1995, 1997).
- Бронзовый призёр чемпионата Европы (1995).

Греко-римская борьба
- Трёхкратный чемпион СССР.
- Многократный чемпион РСФСР среди спортсменов с нарушением зрения.

Сборные команды
- Член сборной команды СССР (1990–1991).
- Член сборной СНГ (1992).
- Член сборной России (1993–2004).

Участвовал в двух Паралимпийских играх — в Атланте (1996) и в Сиднее (2000), представляя Россию в категории дзюдоистов с нарушением зрения.